# Sadówka (Sadowa)
Sadówka – część wsi Sadowa w Polsce, położona w województwie mazowieckim, w powiecie warszawskim zachodnim, w gminie Łomianki. Leży na południe od Sadowej właściwej, wzdłuż ulicy Jagodowej.
Na początku lat 1970. Sadówka stanowiła odrębne sołectwo w gminie Łomianki.
W latach 1975–1998 miejscowość administracyjnie należała do województwa warszawskiego.